# Cheilotrichia (Empeda) angustistigma
Cheilotrichia (Empeda) angustistigma is een tweevleugelige uit de familie steltmuggen (Limoniidae). De soort komt voor in het Oriëntaals gebied.